# Patrimoni dell'umanità del Gabon
I patrimoni dell'umanità del Gabon sono i siti dichiarati dall'UNESCO come patrimonio dell'umanità in Gabon, che è divenuto parte contraente della Convenzione sul patrimonio dell'umanità il 30 dicembre 1986.
Al 2022 i siti iscritti nella Lista dei patrimoni dell'umanità sono due, mentre sei sono le candidature per nuove iscrizioni. Il primo sito, l'ecosistema e paesaggio culturale relitto di Lopé-Okanda, è stato iscritto nella lista nel 2007, durante la trentunesima sessione del comitato del patrimonio mondiale. Nel 2021, nella quarantaquattresima sessione, il Parco nazionale di Ivindo è divenuto il secondo sito gabonese riconosciuto dall'UNESCO. Un sito è considerato naturale, secondo i criteri di selezione, uno misto.

## Siti del Patrimonio mondiale
| Foto | Sito                                                    | Luogo                      | Tipo                         | Anno | Descrizione |
| ---- | ------------------------------------------------------- | -------------------------- | ---------------------------- | ---- | --- |
|      | Ecosistema e paesaggio culturale relitto di Lopé-Okanda | Ogooué-Ivindo, Ogooué-Lolo | Misto (1147; iii, iv, ix, x) | 2007 | L'ecosistema e il paesaggio culturale relitto di Lopé-Okanda mostra un'interfaccia insolita tra la foresta pluviale tropicale densa e ben conservata e gli ambienti della savana con una grande diversità di specie, inclusi grandi mammiferi in via di estinzione, e habitat. Contiene testimonianze dei successivi passaggi di diversi popoli che hanno lasciato ampi e relativamente ben conservati resti di abitazioni intorno alle cime delle colline, grotte e rifugi, testimonianze della lavorazione del ferro e una notevole collezione di circa 1800 petroglifi (incisioni rupestri). La serie di siti del Neolitico e dell'età del ferro, insieme all'arte rupestre ivi rinvenuta, testimonia un'importante rotta migratoria dei bantu e di altri popoli dall'Africa occidentale lungo la valle del fiume Ogooué a nord delle fitte foreste sempreverdi del Congo e all'Africa centro-orientale e australe, che ha plasmato lo sviluppo dell'intera Africa subsahariana. |
|      | Parco nazionale di Ivindo                               | Ogooué-Ivindo, Ogooué-Lolo | Naturale (1653; ix, x)       | 2021 | Il sito in gran parte incontaminato comprende un'area di quasi 300 000 ettari attraversata da una rete di pittoreschi fiumi di acque nere. È caratterizzato da rapide e cascate delimitate da una foresta pluviale intatta, che creano un paesaggio di grande valore estetico. Gli habitat acquatici del sito ospitano specie endemiche di pesci d'acqua dolce, 13 delle quali sono minacciate, e almeno sette specie di alghe di fiume della famiglia delle Podostemaceae, con probabile flora acquatica micro-endemica in ciascuna cascata. I coccodrilli dal muso snello (Mecistops cataphractus) in pericolo critico trovano rifugio nel Parco nazionale di Ivindo, che vanta anche foreste secolari di Caesalpinioideae biogeograficamente uniche di alto valore di conservazione, che supportano, ad esempio, un'altissima diversità di farfalle insieme a mammiferi e fauna aviaria minacciati come l'elefante della foresta (Loxodonta cyclotis), il gorilla di pianura occidentale (Gorilla gorilla), lo scimpanzé (Pan troglodytes) e il pappagallo grigio (Psittacus erithacus). |

## Siti candidati
| Foto | Sito                                                     | Luogo                                                                   | Tipo                             | Anno       | Descrizione |
| ---- | -------------------------------------------------------- | ----------------------------------------------------------------------- | -------------------------------- | ---------- | --- |
|      | Parco nazionale di Moukalaba-Doudou                      | Provincia di Ngounié, Provincia di Nyanga, Provincia di Ogooué-Maritime | Naturale (6586; viii, x)         | 25/01/2022 | Il Parco nazionale di Moukalaba-Doudou si estende su 449 548 ettari nel sud-ovest del Gabon, tra i parchi nazionali di Loango e Mayumba; fa parte del complesso di aree protette di Gamba. Moukalaba-Dudou ha habitat molto diversi: foreste pluviali tropicali e savane arbustive dominate da erbe. La presenza umana risale alla preistoria, come testimoniato dalla produzione di ceramiche. Questo sito offre anche notevoli resti della tratta degli schiavi, come la stazione coloniale di Bongo, che fungeva da postazione commerciale per gli schiavi provenienti dall'interno del paese.                                                                                               |
|      | Grotte di Lastoursville                                  | Lastoursville                                                           | Misto (6587; iii, vi, vii, viii) | 25/01/2022 | Le Grotte di Lastoursville costituiscono un paesaggio culturale dove ad oggi un censimento ha consentito l'identificazione di quarantatré cavità, distribuite in cinque aree di concentrazione; tuttavia, solo nove grotte (distribuite tra le aree di Kessipougou, Lastoursville, Likongo e Lihouma) sono di particolare interesse e meritano attenzione. Questi siti sono luoghi in cui l'uomo è presente fin dal Neolitico, circa 8000 anni fa. Una moltitudine di dati indicano una presenza continua attraverso i millenni fino a reperti artistico-archeologici (incisioni rupestri, disegni parietali a carboncino e ocra rossa) e culturali (cocci di ceramica) risalenti al XV secolo. |
|      | Sito fossilifero di Moulendé e pila nucleare di Bangombé | Lébombi-Léyou, Mpassa                                                   | Naturale (6590; viii)            | 25/01/2022 | Il giacimento fossilifero di Moulendé si trova vicino alla città di Franceville. Questo sito, unico al mondo, rivela i primi organismi fossili multicellulari complessi e organizzati, chiamati Gabonionta. Questi antichi organismi macroscopici che vivono in colonie sono stati conservati in sedimenti oceanici datati a 2,1 miliardi di anni fa. La pila nucleare naturale di Bangombé, unica al mondo, si trova ai piedi dell'altopiano di Bangombé ricco di manganese. Questa pila porta tracce del funzionamento di un reattore fossile di 1,9 miliardi di anni. |
|      | Parco nazionale dei Monti Birougou                       | Ogooué-Lolo, Provincia di Ngounié                                       | Naturale (6591; ix, x)           | 25/01/2022 | I Monti Birougou costituiscono un'antica superficie identificata dall'allineamento delle sue cime e dalla sua antica copertura del suolo. Il Parco è caratterizzato dal massiccio di Chaillu, formato da ripide colline con cime tondeggianti o pianeggianti, che variano tra 800 e 900 m: è la regione più aspra del Gabon. È la "torre dell'acqua" del Gabon e del bacino del Niari, drenato da numerosi fiumi. La vegetazione del parco è una fitta foresta umida con sottobosco spesso molto denso. Diverse specie presenti nei Monti Birougou sono importanti a livello internazionale per la loro conservazione.                                                                          |
|      | Parco nazionale degli altipiani Batéké                   | Ogooué-Létili, Plateaux                                                 | Misto (6592; v, vii, viii)       | 25/01/2022 | Il Parco nazionale degli altipiani Batéké è una serie di altipiani ondulati e colline incise da valli e ruscelli intermittenti le cui altitudini variano da 350 m a 930 m. La presenza di acqua nei vari habitat naturali promuove in modo significativo la biodiversità delle specie e degli ecosistemi. Abitata oggi essenzialmente da una popolazione Téké omogenea, la regione dell'altopiano Batéké si fonde con quella del Regno di Téké riportato dagli esploratori europei a partire dal XV secolo. Da questa data si rileva una forte attività metallurgica che risale a più di duemila anni fa e che si è protratta fino all'inizio del XX secolo.                                    |
|      | Parco nazionale di Loango                                | Provincia di Nyanga, Provincia di Ogooué-Maritime                       | Naturale (6592; vii, x)          | 25/01/2022 | Il Parco nazionale di Loango, situato sulla costa a 300 km a sud di Libreville, copre un'area di 155 000 ettari. Presenta notevoli fenomeni naturali legati a spiagge, cordoni litoranei, lagune e pianure popolate da una fauna abbondante ed eccezionale. Secondo molti resoconti, il Parco offre siti (antichi villaggi) che illustrano la storia dell'insediamento umano nella regione: Petit Loango e Setté Cama sono luoghi che consentivano il commercio precoloniale. |